# 체육신문
《체육신문》은 조선민주주의인민공화국 체육지도위원회에서 발행하는 신문이다.

## 개요
이 신문은 1970년대 조선로동당이 펼친 스포츠 산업 활성화 정책에 적극 독려하기 위하여 편성한 체육지도위원회에서 발행하는 신문이다.
1973년 1월, 첫 호를 발행하고, 2023년 현재까지도 체육지도위원회 산하에서 발행하고 있다.
《체육신문》은 1주일에 3번 발행하고 있으며. 지면은 흑백이다.
조선민주주의인민공화국의 운동 선수들은 이 신문을 통해 다양한 체육 관련 기사와 함께 해마다 열리는 올림픽이나 FIFA 월드컵에 관련된 정보를 알 수 있다.